# 山鳥Ofu
山鳥Ofū（日语：山鳥 おふう，11月25日—），日本漫畫家、插畫家。

## 作品列表

### 漫畫
- （《Comi Digi +（日语：コミデジ+）》，全3冊）
- （2008年3月～10月）
- 數據分析入門（著：高橋信，PHP研究所）
- （原作：中山文十郎，《Comic Gum》，全3冊）
- （原作：ALcot，《Comic Giant》）
- （原作：鮪魚貓@恢貓，AlphaPolis（日语：アルファポリス），連載中）
- （箸：橫田正夫（日语：横田正夫）、漫畫原作：松尾陽子，日本能率協會管理中心（日语：日本能率協会マネジメントセンター））

### 漫畫選集
- 花開物語 （萬代影視）
- （enterbrain）
- 漫畫選集（DNA Media Comics）
- 黑腳 (黑絲襪娘選集)（一迅社）
- 海貓悲鳴時Note.08 GE（附錄特典《真里亞的筆記本》內）
- ※封面插圖。
- 天元突破 紅蓮螺巖選集3（enterbrain）
- 舞-HiME漫畫選集FIRST ATTACK！（Broccoli）
- （Broccoli）
- AIR漫畫選集 有你在的場所（Broccoli）

### 插圖
- 水瓶戰記
- Monster Collection
- Dynamite Nurse Returns
- Dimension0（日语：ディメンション・ゼロ）
- 東方混沌符
- 東方雅華亂舞
- 萌！物理法則·公式集（夏目社（日语：ナツメ社））
- 萌辭典系列

### 插畫
- （著：菜之花菫（日语：菜の花すみれ））※本文插畫。

## 外部連結
- YAM （页面存档备份，存于） （日語）－山鳥Ofū的官方個人網站。
- 山鳥Ofu的X（前Twitter） （日語）
- 山鳥Ofu的pixiv （日語）